# Matauri Bay (Bucht)
Matauri Bay ist eine Bucht im Far North District auf der Nordinsel Neuseelands.  Sie liegt 30 km nördlich von Kerikeri, nördlich der Bay of Islands. Die Cavalli Passage trennt die Bucht von den nordöstlich gelegenen Cavalli Islands.
Die Bucht besitzt einen über einen Kilometer langen weißen Sandstrand und ist daher besonders im Sommer durch die Camper des am Nordende der Bucht gelegenen Campingplatzes besucht. In der Matauri Bay kann man surfen, tauchen und angeln.
Die kleine Ortschaft Matauri Bay liegt an der Bucht.
Einige der ersten polynesischen Einwanderer landeten in der Matauri Bay. Sie war Ort früher Kontakte der Māori mit den Europäern, so mit dem Missionar Samuel Marsden im Jahre 1814.

## Wrack der Rainbow Warrior
Das von französischen Geheimdienstlern mit Billigung des damaligen Präsidenten François Mitterrand 1985 durch einen terroristischen Bombenanschlag versenkte Schiff von Greenpeace Rainbow Warrior (siehe Versenkung der Rainbow Warrior) fand bei den Cavalli Islands nahe der Matauri Bay als künstliches Riff ihre letzte Ruhestätte. Die Idee stammte von der New Zealand Underwater Association. Es schien ein angemessenes Ende für ein Schiff zu sein, das zeitlebens dem Schutz der Meeresumwelt diente. Ein Denkmal oberhalb des Strandes ist der Rainbow Warrior gewidmet.
Das Schiff wurde geflickt und gehoben und am 2. Dezember 1987 von Auckland Richtung Norden geschleppt. Zehn Tage später erhielt das Schiff ein traditionelles Māori-Begräbnis. Heute ist das Wrack ein beliebtes Tauchziel. Die ortsansässigen Māori kümmern sich um seinen Schutz und Erhalt.

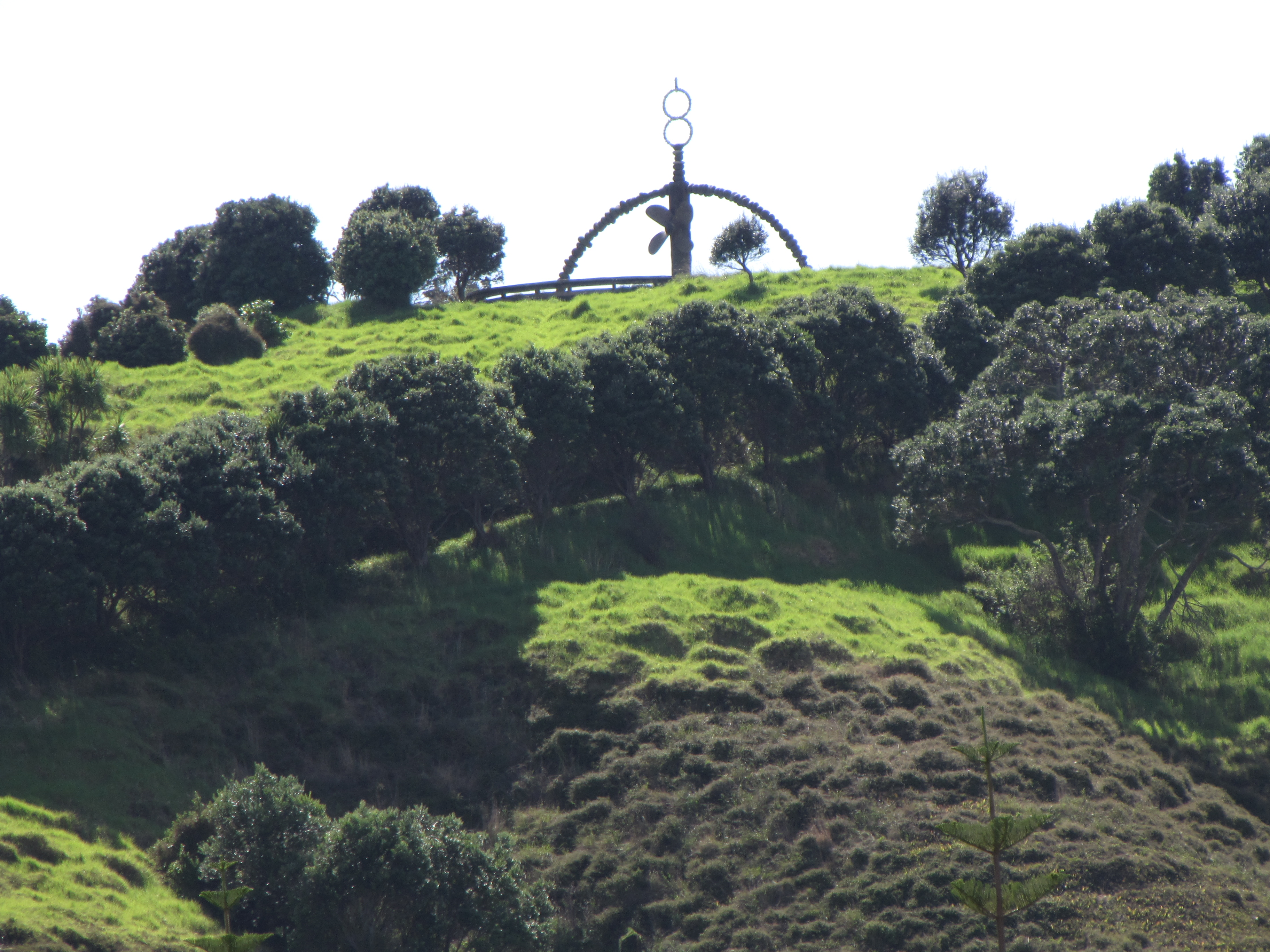
Denkmal für die Rainbow Warrior
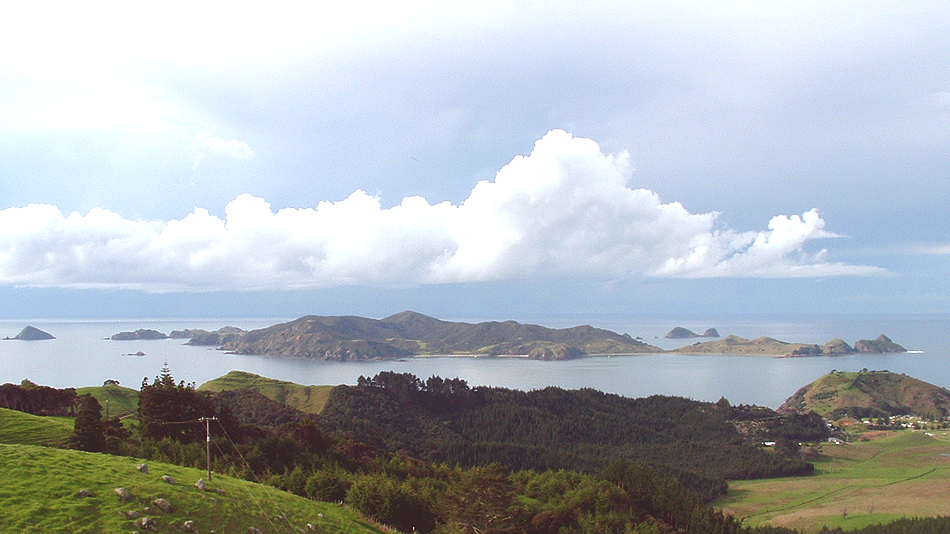
Cavalli Islands. Das Kap ganz rechts ist das Nordende der Matauri Bay
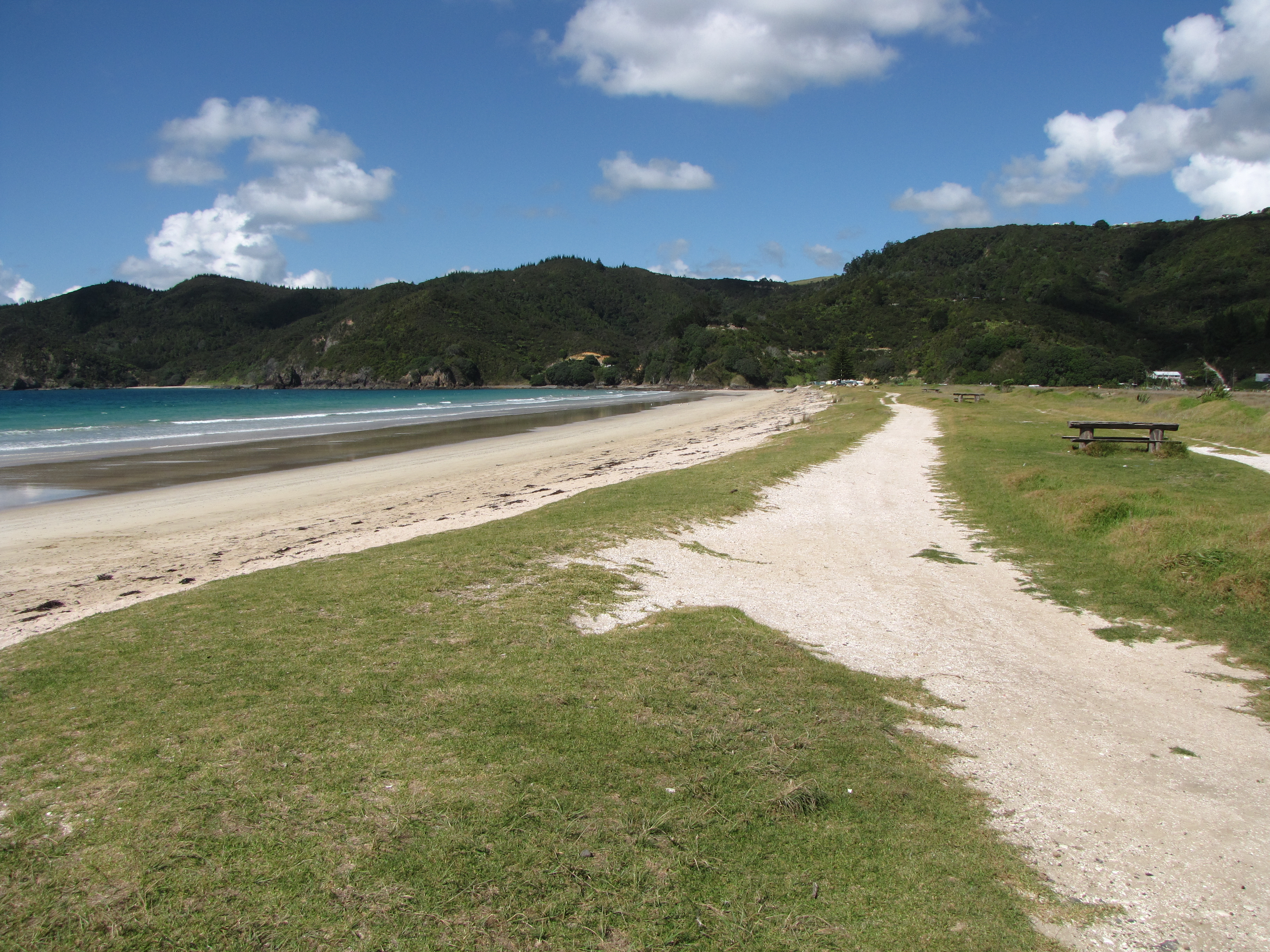
Strand der Matauri Bay